# Чемпионат России по боксу 2017
Чемпионат России по боксу 2017 года прошёл в городе Грозный во дворце волейбола имени Увайса Ахтаева с 30 сентября по 9 октября. В соревнованиях приняли участие около 320 спортсменов из 85 регионов страны.

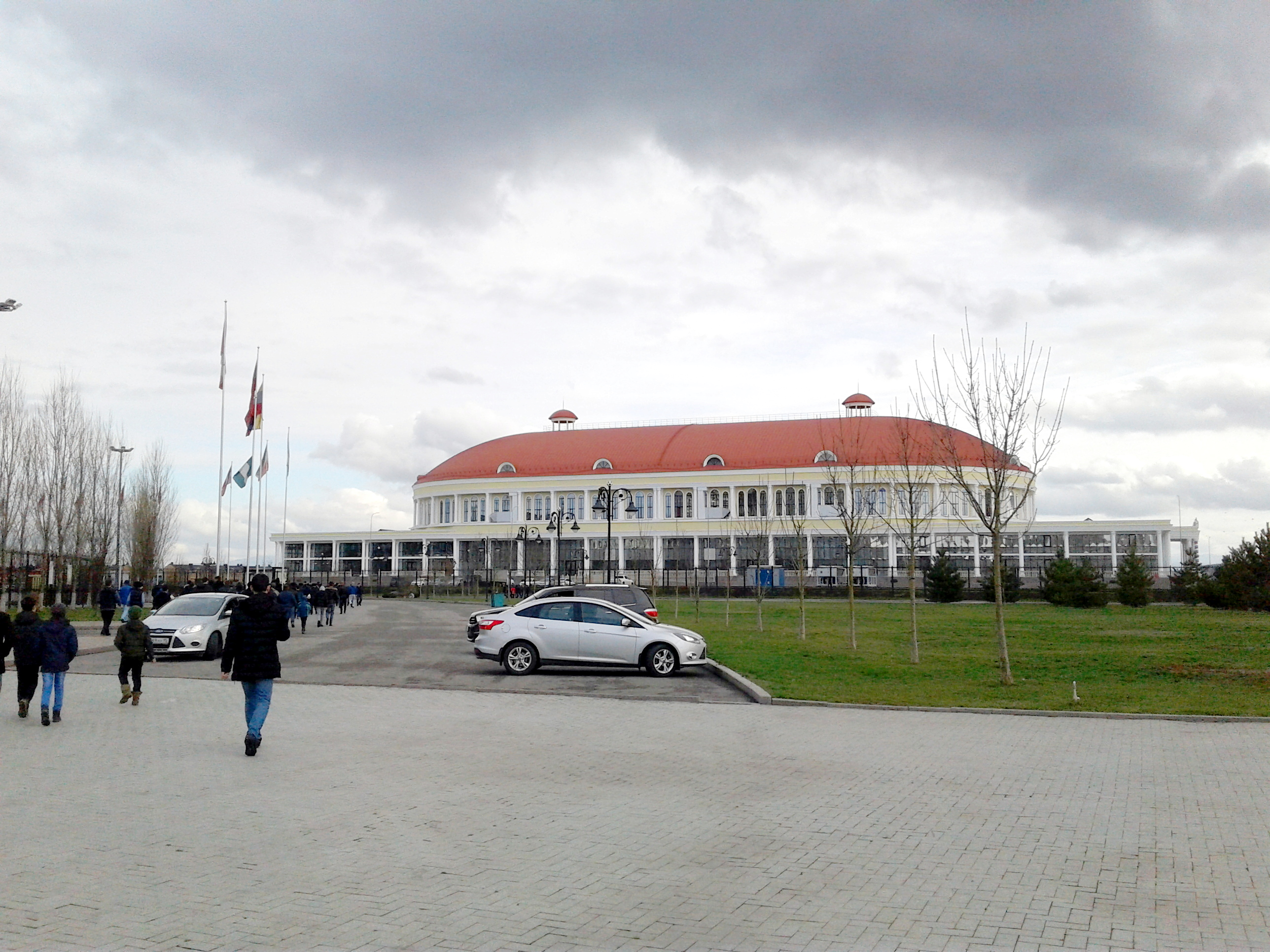
Дворец волейбола, в котором проходили соревнования.

## Медалисты
| Весовая категория | Золото                                               | Серебро                                  | Бронза                                                                                   |
| ----------------- | ---------------------------------------------------- | ---------------------------------------- | ---------------------------------------------------------------------------------------- |
| до 49 кг          | Артыш Соян Новосибирская область                     | Батор Сагалуев Бурятия, Хабаровский край | Доржо Раднаев Бурятия Эдмонд Худоян Челябинская область                                  |
| до 52 кг          | Вадим Кудряков Крым, Ростовская область              | Расул Салиев Дагестан                    | Эльбрус Солтуханов Чечня Артур Ложников Новосибирская область                            |
| до 56 кг          | Бахтовар Назиров ХМАО-Югра                           | Шахриёр Ахмедов Новосибирская область    | Эдуард Абзалимов Челябинская область Овик Оганнисян Московская область, Хабаровский край |
| до 60 кг          | Альберт Батыргазиев ХМАО-Югра                        | Артур Субханкулов Башкортостан           | Фёдор Степанов Санкт-Петербург Анатолий Григорян Краснодарский край                      |
| до 64 кг          | Адлан Абдурашитов Чечня                              | Алихан Бакаев Чечня                      | Григорий Лизуненко ХМАО-Югра Алексей Мазур Санкт-Петербург                               |
| до 69 кг          | Андрей Замковой Московская область, Хабаровский край | Харитон Агрба Московская область         | Шамиль Мальсагов Чечня Степан Хитарян Тульская область                                   |
| до 75 кг          | Шамиль Хатаев Чечня                                  | Александр Агафонов Москва                | Керим-Абдул Тапаев Чечня Глеб Бакши Севастополь                                          |
| до 81 кг          | Раджаб Раджабов Московская область                   | Имам Хатаев Чечня                        | Артём Агеев Москва Георгий Кушиташвили Московская область, Бурятия                       |
| до 91 кг          | Садам Магомедов Владимирская область, Дагестан       | Илья Квасников Вологодская область       | Шамиль Мансуров Чечня Василий Зверян Иркутская область                                   |
| свыше 91 кг       | Магомед Омаров Дагестан, Московская область          | Максим Бабанин Волгоградская область     | Руслан Чобанов Красноярский край Иван Верясов Санкт-Петербург                            |

Альберт Батыргазиев был признан лучшим боксёром чемпионата.